# Lijst van kastelen
Hieronder staat een (incomplete) lijst van kastelen.

## Andere Europese landen

### Griekenland
Veel kastelen in Griekenland werden gebouwd door de Kruisvaarders en de Venetianen.
- Monolithos kasteel in Rhodos (stad)
- Kasteel van Mithymna op Lesbos

### Groot-Brittannië
- Windsor Castle in Windsor, Berkshire, Engeland.
- Kasteel Eilann Donan in Loch Duich, Schotland

### Ierland
- Adare Manor
- Ballynahinch Castle
- Birr Castle
- Blackrock Castle
- Dromoland Castle in Newmarket-on-Fergus
- Dunluce Castle
- Glenarm Castle
- Lismore Castle
- Tullynally Castle

### Italië
- Castel del Monte in Apulië
- Castel dell’Ovo in Napels
- Castel Nuovo in Napels
- Castello Sforzesco in Milaan
- Engelenburcht in Rome
- Rocca Scaligera van Sirmione aan het Gardameer

### Polen
- Slot Mariënburg in Malbork
- Koninklijke Kasteel van Wawel in Krakau

### Tsjechië
- Kasteel Trosky ten noordwesten van Praag, Tsjechië

## Azië

### Japan
- Edokasteel - Tokio
- Kasteel Fushimi-Momoyama - Kioto
- Kasteel Himeji - Himeji
- Kasteel Kanazawa - Kanazawa
- Kasteel Kumamoto - Kumamoto
- Kasteel Matsumoto - Matsumoto
- Kasteel Nagoya - Nagoya
- Kasteel Nijo - Kioto
- Kasteel Osaka - Osaka